# Ugo Ehiogu
Ugochuku ("Ugo") Ehiogu [uitspraak: eː'jo:ɡu; 'eejoogoe'] (Homerton, 3 november 1972 – Londen, 21 april 2017) was een betaald voetballer uit Engeland die doorgaans als centrale verdediger speelde. Hij kwam het grootste gedeelte van zijn carrière uit voor Aston Villa en Middlesbrough.
Ehiogu werd na zijn actieve loopbaan jeugdtrainer bij Tottenham Hotspur. Hij overleed op 21 april 2017 nadat hij op het trainingsveld een hartaanval had gekregen.

## Interlandcarrière
Ehiogu speelde in de periode 1996–2001 vier keer voor de nationale ploeg van Engeland en scoorde één keer. Hij debuteerde op 23 mei 1996 in een oefeninterland tegen China (0-3) in Peking, onder leiding van bondscoach Terry Venables. Hij viel in dat duel na 77 minuten in voor aanvoerder Tony Adams. Die dag maakte ook Phil Neville zijn interlanddebuut.
| Interlanddoelpunt | Interlanddoelpunt | Interlanddoelpunt | Interlanddoelpunt | Interlanddoelpunt | Interlanddoelpunt | Interlanddoelpunt | Interlanddoelpunt |
| #                 | Datum             | Locatie           | Wedstrijd         | Goal(s)           | Score             | Uitslag           | Wedstrijd         |
| ----------------- | ----------------- | ----------------- | ----------------- | ----------------- | ----------------- | ----------------- | ----------------- |
| 1                 | 28/02/2001        | Birmingham        | Engeland – Spanje | 70'               | 3 – 0             | 3 – 0             | Oefenduel         |

## Erelijst
Aston Villa 
- League Cup

1996
 Middlesbrough 
- League Cup

2004